# Rhachotropis wimvaderi
Rhachotropis wimvaderi is een vlokreeftensoort uit de familie van de Eusiridae. De wetenschappelijke naam van de soort is voor het eerst geldig gepubliceerd in 2007 door Ortiz, Lalana & Varela.